# 1870 في الأرجنتين
فيما يلي قوائم الأحداث التي وقعت خلال عام 1870 في الأرجنتين.

## سياسة

### تعيين في المنصب
- 30 أبريل – مانويل كوينتانا عضو مجلس الشيوخ الأرجنتيني.

## مواليد

### يناير
- 1 يناير – تشارلز ديكنسون لاعب كرة قدم أرجنتيني.
- 1 يناير – فرجينيا بولتين

## وفيات

### أبريل
- 11 أبريل – خوستو خوسيه دي كاروكا (مواليد 1801)

### يوليو
- 14 يوليو – أنا ستيفانيا دومينغا ريغلوس (مواليد 1788)